# Villa Tusculum, Skärholmen

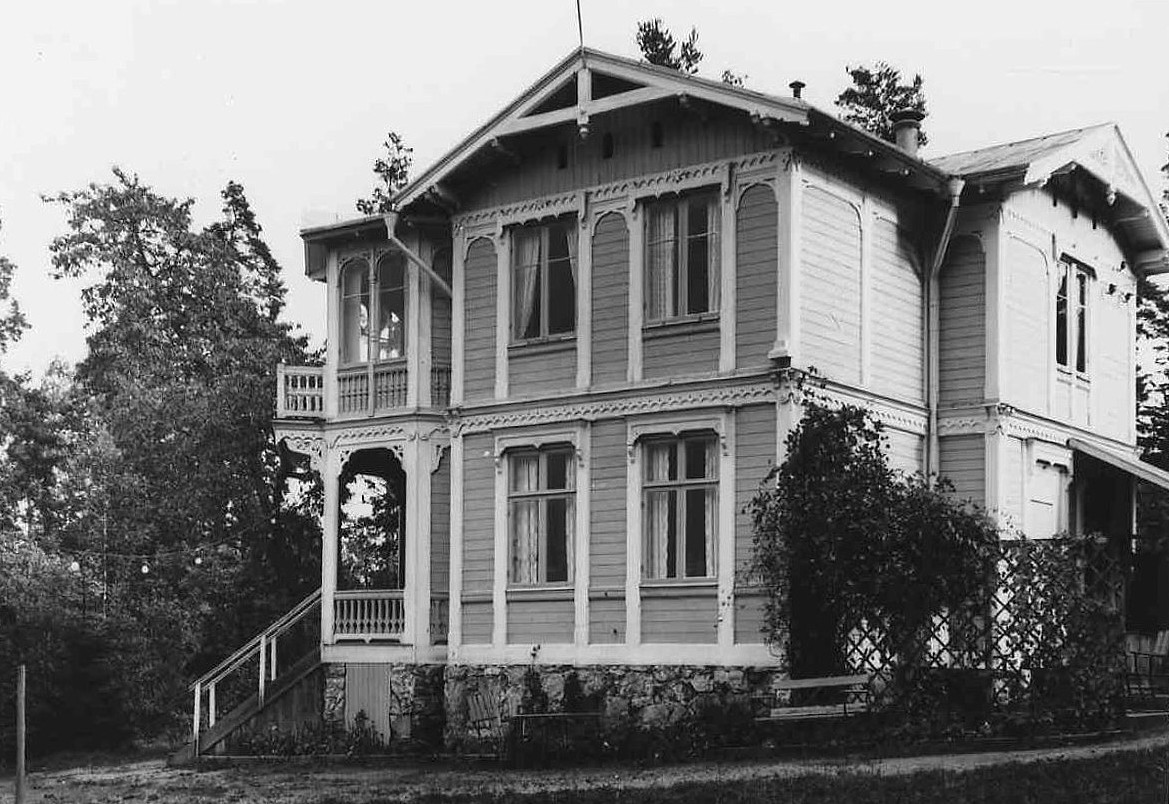
Villa Tusculum mot syd, 1962.

Villa Tusculum (även stavat Tuskulum) var en sommarvilla strax väster om Skärholmens gård i nuvarande stadsdelen Skärholmen i södra Stockholm. Villan uppfördes på 1870-talet och brann ner 1981.

## Historik

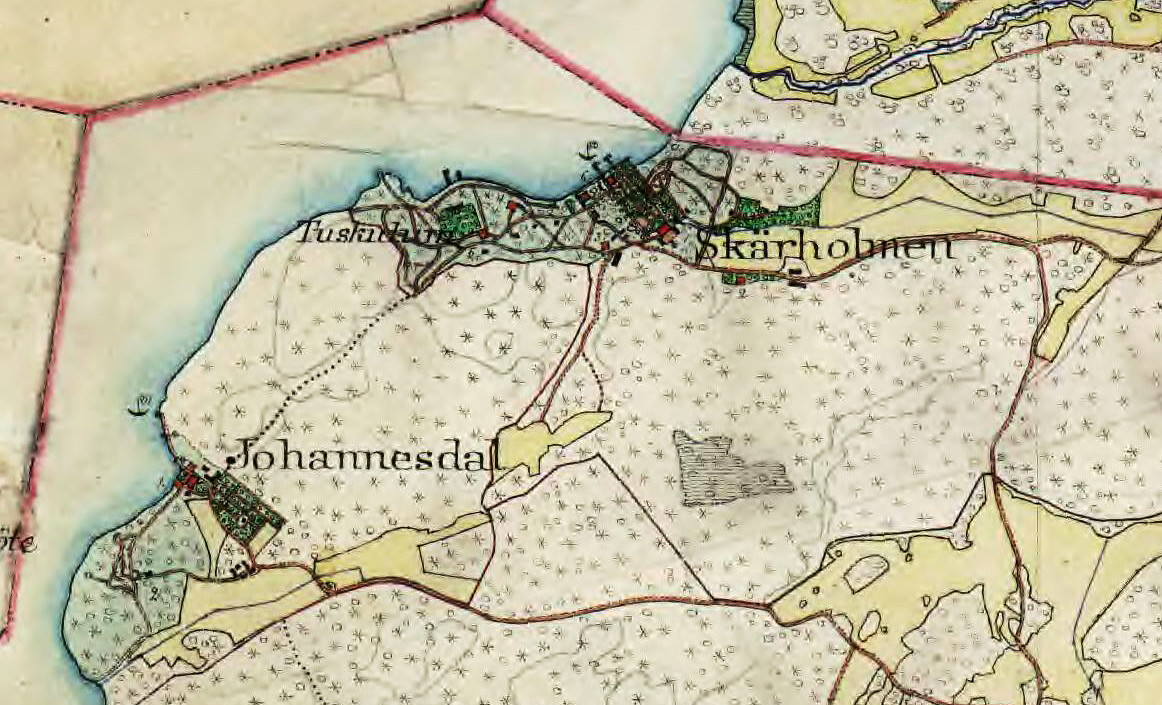
Skärholmen, Tusculum och Johannesdal på Häradsekonomiska kartan, 1901–1906.

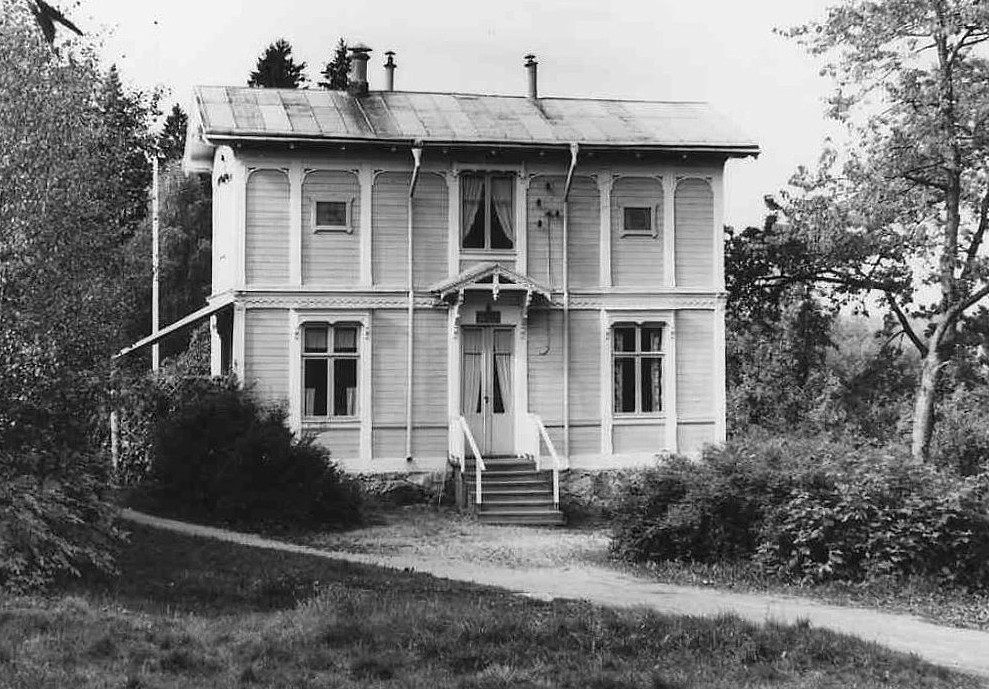
Villa Tusculum mot norr, 1962.

Villa Tusculum har sitt namn efter den forntida romerska staden Tusculum omkring 17 kilometer sydöst om Rom. Här hade välbärgade romare sina lantgårdar (villor). Egentligen var det Ciceros villa Tusculanum som gav upphov till att "tusculum" blev benämningen på "en framstående lärds eller statsmans lantställe, dit vederbörande kan dra sig undan från göromålen och världsbullret".
Villa Tusculum vid Mälarens strand byggdes på 1870-talet som sommarnöje strax väster om Skärholmens gård. Samtidigt uppfördes Sjövillan och Villa Bergudden som alla var ungefär lika stora. Tusculum var en träbyggnad i två våningar om sju rum och kök. Fasaderna var klädda av gulmålad liggpanel med vita snickeridetaljer under ett flackt plåttäckt sadeltak. Huset var enligt tidens smak för sommarvillor rikt smyckat med lövsågerier. Till Tusculum hörde trädgård och egen brygga. 
Under många år var Villa Tusculum sommarnöje för läkaren Gustaf Dunér. Han underhöll en ansenlig trädgård med växthus och odlade och sålde frukt, bland annat persikor och meloner samt framställde vin från sina egna vindruvor. Villan vid Mälaren blev Dunérs tusculum dit han kunde ”dra sig undan från göromålen och världsbullret”. 1906 tog han avsked med pension och flyttade till sin hemprovins Skåne. Därefter var Tusculum uthyrd till sommargäster ända fram till 1930-talet.
När Stockholms stad förvärvade Skärholmens gård 1944 följde Villa Tusculum, Sjövillan och Villa Bergudden med i köpet. På 1960-talet och framåt var Tusculum uthyrd till Mälarhöjdens IK:s orienteringssektion och kallades Tuscis av medlemmarna. 1962 utfördes en inventering (dock ingen uppmätning) av Stockholms stadsmuseum som bedömde byggnaden vara i gott skick.  
Den 16 april 1981 brann Villa Tusculum ner. Idag kvarstår husets stengrund och man kan se välvuxna bokar (ursprungligen planterade) vid sydvästra kanten av Tusculums numera förvildade trädgård där fruktträd, örter och buskar växer. Nere längs vattnet passerar Hälsans stig; här finns resterna efter Tusculums brygga. Lite längre österut (mot Skärholmens gård) ligger en okänd stor husgrund bestående av mäktiga huggna gråstensblock. Villa Bergudden brann ner 1970 men Sjövillan finns kvar.

## Bilder

Lämningar efter Villa Tusculum
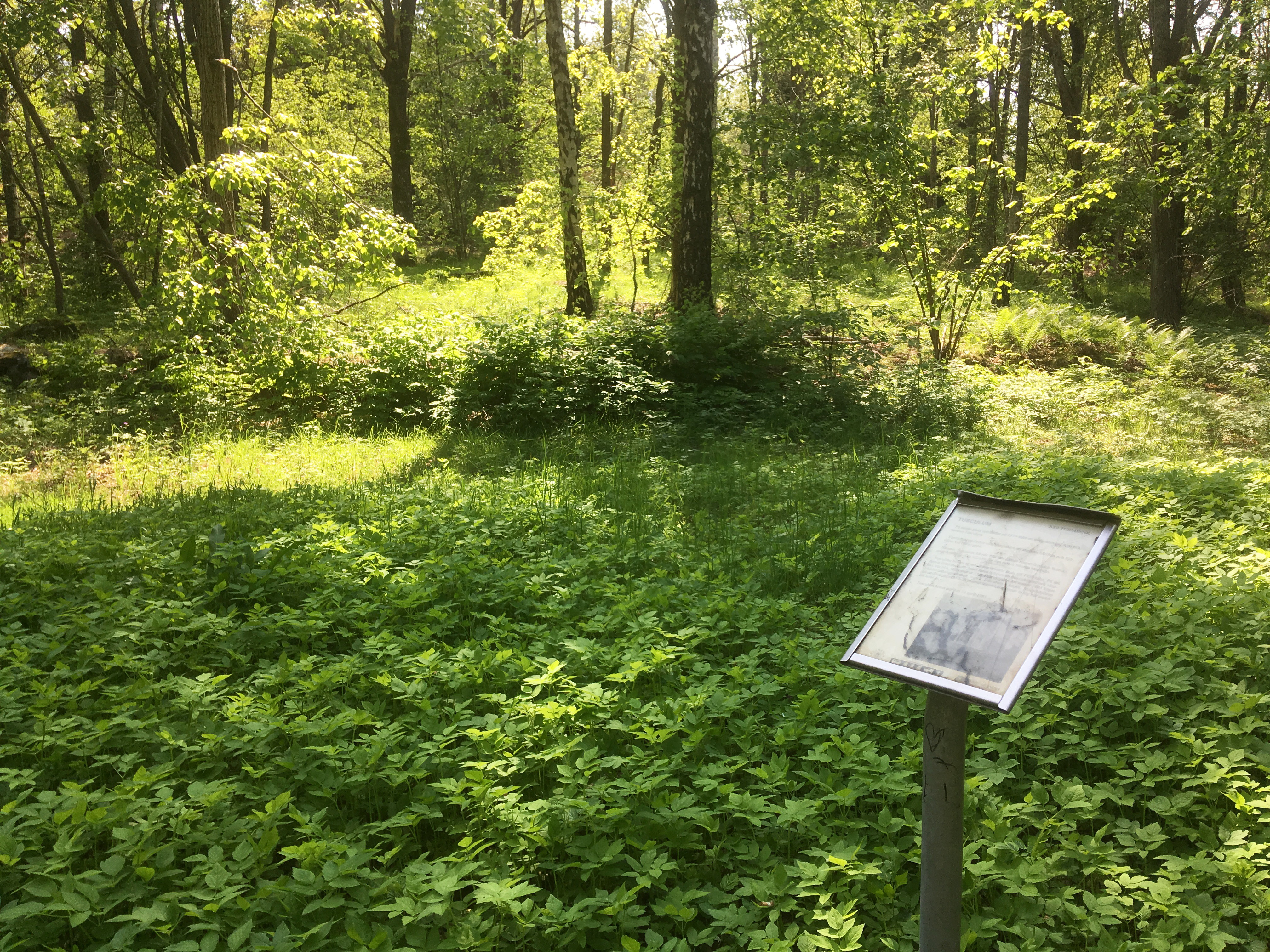
Platsen med infoskylt.
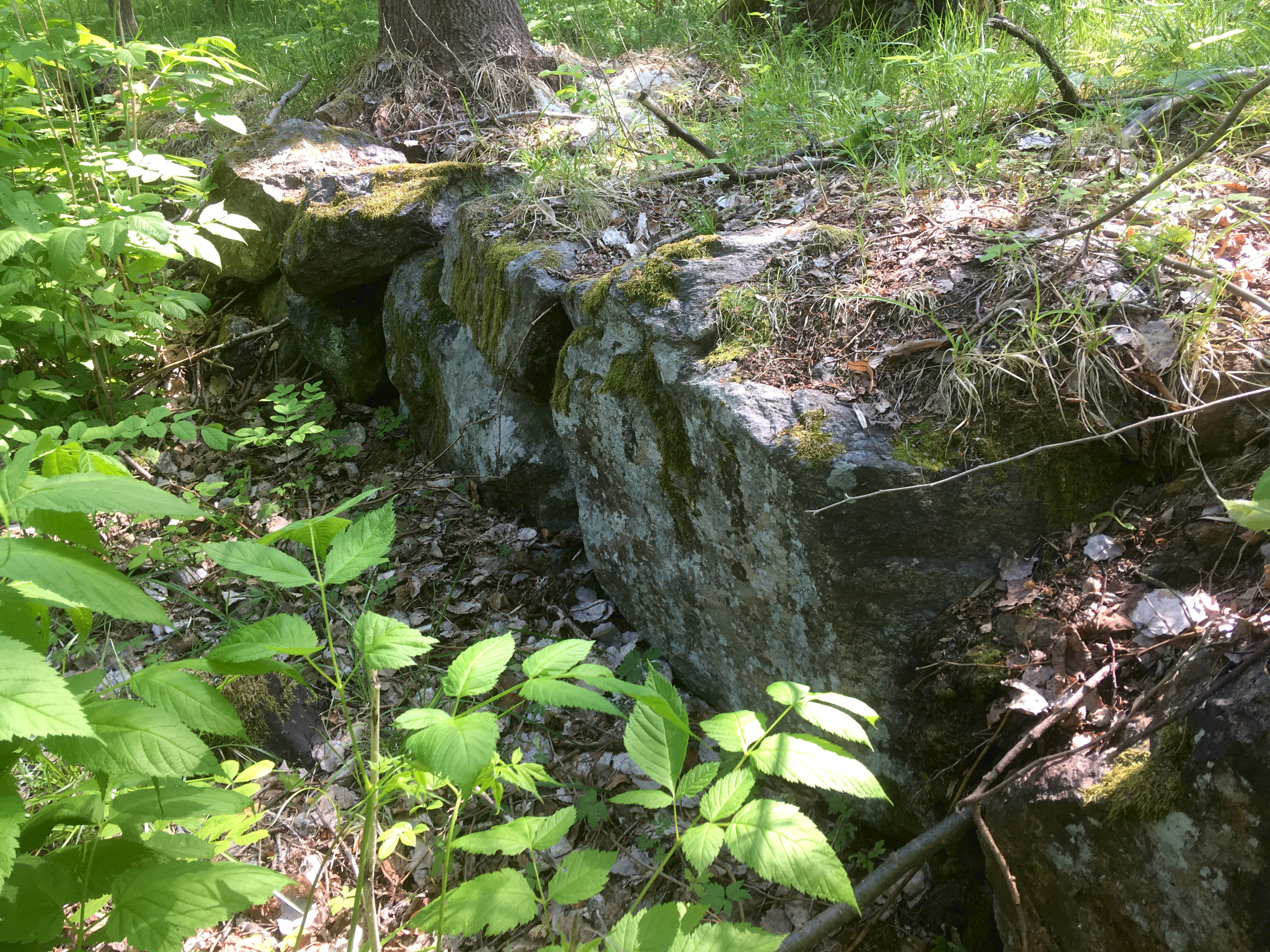
Rester efter husgrunden.
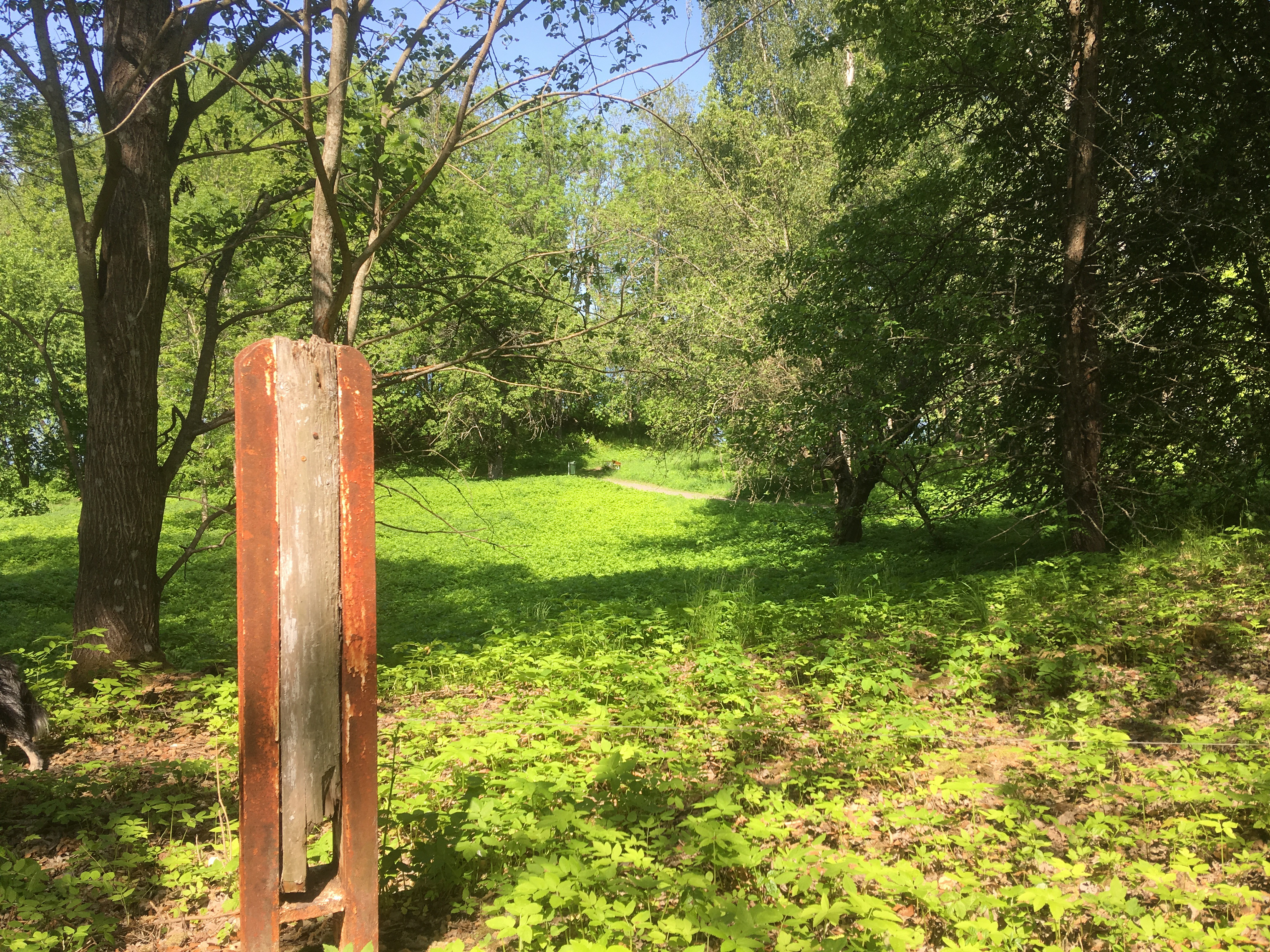
Fäste för flaggstånden och rester efter trädgården.
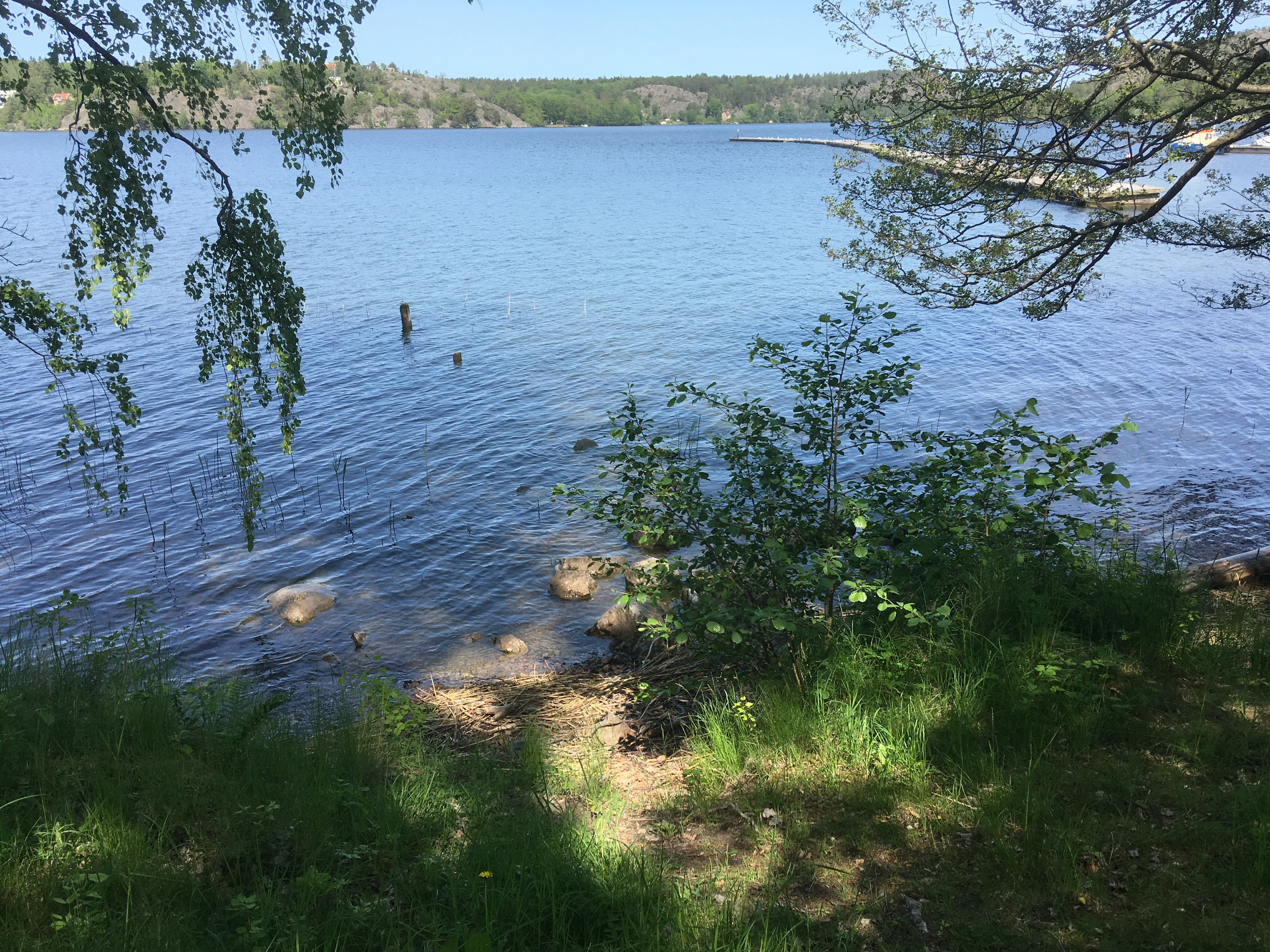
Rester efter villans brygga i Mälaren.